# Mellangölen (Skärstads socken, Småland)
Mellangölen är en sjö i Jönköpings kommun i Småland och ingår i Motala ströms huvudavrinningsområde.